# Bartleby (film, 1976)
Pour les articles homonymes, voir Bartleby (homonymie).
Pour plus de détails, voir Fiche technique et Distribution.
Bartleby est un  film franco-britannique réalisé en 1976 par Maurice Ronet, d'après la nouvelle du même nom d'Herman Melville, sorti en 1978. Il fut d'abord destiné à la télévision avant de sortir en salle.

## Synopsis
Un huissier dirige une petite étude dans le centre de Paris. Il en complète le faible effectif en recrutant un nouvel employé, Bartleby. Celui-ci fait ses preuves, puis se met à refuser certaines tâches. Puis il se laisse mourir de faim pour marquer son opposition au monde. Cette résistance engendre des troubles de plus en plus graves autour de lui. Troublé, incapable de le licencier, l'huissier laisse l'équipe et l'étude dépérir.

## Fiche technique
- Titre : Bartleby
- Réalisation : Maurice Ronet
- Scénario : Maurice Ronet, Yvan Bostel et Jacques Quoirez, d'après la nouvelle d'Herman Melville : Bartleby l'écrivain
- Photographie : Claude Robin 16 m/m Gonflé en 35
- Musique : Gérard Anfosso
- Décors : Jean Thomers et Jacques Bataille
- Montage : Jean-Pierre Roques
- Année : 1976 et 1978
- Genre : Drame
- Durée : 96 minutes
- Pays :  France /  Royaume-Uni
- Première diffusion : le  16 décembre 1976 sur Antenne 2
- Date de sortie en salle : le  1er mars 1978

## Distribution
- Michael Lonsdale : L'huissier (Sous le nom de "Michel Lonsdale")
- Maxence Mailfort : Bartleby (Sous le nom de "Maxence Mailford")
- Maurice Biraud : Dindon
- Dominique Zardi : Cisailles
- Jacques Fontanelle : Gingembre
- Hubert Deschamps : Le gérant de l'immeuble
- Albert Michel : Le cuisinier de la prison
- Philippe Brigaud : Le sous-directeur de la prison
- Michel Fortin : Le chauffeur de taxi
- Bruno Balp : Le patron du café
- Hervé Le Boterf : Le curé
- Florence Blot : La femme de ménage
- Simone Chatelain : Germaine
- Henri Attal : Un gardien de prison
- Serge Bento : Un client
- Jacques Faber : Un client
- Guy Marly : Un client
- Yvonne Dany : Une locataire
- Herbert Fiala : Un locataire
- Rudy Lenoir : Un locataire
- Lucien Camiret : Le gardien du parking
- Guy Lore : Un agent
- Gérard Couderc : Un déménageur
- Jacques Andriot : Un déménageur
- Maurice Gottesman : Un déménageur
- Claude Poilvert : Un déménageur
- Maurice Ronet : Récitant (voix) (non crédité)

## Autour du film
Cette adaptation de Bartleby, transposition du New York de 1853 au Paris des années 1970, initialement film de télévision diffusé en 1976 sur Antenne 2, est sortie en salle en 1978.
Le film a été édité en DVD, en septembre 2018 (une édition L'Oeil du témoin / Luna Park Films).